# Politische Akademie der ÖVP
Die Politische Akademie der ÖVP (Geschäftsbezeichnung Campus Tivoli) ist die Parteiakademie der Österreichischen Volkspartei.

## Geschichte
Am 9. Juli 1972 beschloss der Nationalrat das Bundesgesetz über die Förderung staatsbürgerlicher Bildungsarbeit im Bereich der politischen Parteien sowie der Publizistik. In diesem Bundesgesetz wurde festgelegt, dass der Bund die „staatsbürgerliche Bildungsarbeit der politischen Parteien durch Zuwendungen an Stiftungen oder Vereine“ fördert. Bereits am 13. Juli 1972 wurde der Verein unter dem Namen Politische Akademie der ÖVP gegründet. 1975 war das endgültige Ausbildungs- und Verwaltungszentrum im Springer Schlössl in Wien-Meidling eingerichtet und wurde der Politischen Akademie übergeben. Schon vorher war im Springer Schlössl das der ÖVP gehörende Vogelsangheim untergebracht.
2022 wurde ein wissenschaftlichen Beirat installiert, Vorsitzender des achtköpfigen Gremiums wurde Klaus Poier.
Zu Beginn des Jahres 2025 wurde die Politische Akademie in Campus Tivoli umbenannt. Im Vereinsregister scheint sie weiterhin unter dem ursprünglichen Namen auf.

## Politische Erwachsenenbildung
Die Akademie fördert nach eigenen Angaben „staatsbürgerliche, politische und kulturelle Bildung durch Seminare, Schulungen, Vorträge, Publikationen und angewandte Forschung“. 
Die politische Erwachsenenbildung der Akademie folgt den Anforderungen, die im „Publizistikförderungsgesetz“ von 1984 festgelegt sind.  Dazu gehört unter anderem, dass die Tätigkeiten der Politischen Akademie nicht auf Gewinn ausgerichtet sind und dass die politische Akademie die staatsbürgerliche Bildung im Sinne der Grundsätze der Bundesverfassung fördert. Die Kernaufgabe der Politischen Akademie ist die politische Erwachsenenbildung. Dabei versteht sich die Politische Akademie als „Raum für Entwicklung“: Für die Entwicklung von Demokratie und Politik in Österreich, für die Entwicklung der Volkspartei in thematischer und organisatorischer Hinsicht und für die persönliche Entwicklung aller, die sich für Politik interessieren und engagieren.

## Internationale Kooperationen
Die Akademie ist Mitglied des Wilfried Martens Centre for European Studies, der politischen Stiftung der Europäischen Volkspartei (EVP). Sie kooperiert mit dem European Ideas Network (EIN), dem Think Tank der EVP-Fraktion im Europäischen Parlament und engagiert sich im European Network of Political Foundations (ENoP).

## Publikationen
Der Campus Tivoli beteiligt sich am politischen und wissenschaftlichen Diskurs in Österreich und darüber hinaus – die Herausgabe von Publikationen gehört daher zur Aufgabe der Politischen Akademie. Monographien und Sammelbände behandeln unterschiedliche politische Themen – von der jährlichen Dokumentation des politischen Jahres bis zur grundsätzlichen wissenschaftlichen Auseinandersetzung mit aktuellen Fragen.
- Österreichisches Jahrbuch für Politik: Standardwerk der österreichischen Zeitgeschichte, dokumentiert seit 1976 das politische und volkswirtschaftliche Geschehen Österreichs (Wien)[8]
- Christlich-soziale Signaturen: Grundlagen einer politischen Debatte (Wien, 2020)[9]
- Offen für Neues: Analysen und Einschätzungen zum ersten Jahr der neuen Volkspartei  (Wien, 2019)[10]

## Direktoren der Politischen Akademie
- 1972–1974: Karl Pisa
- 1974–1992: Andreas Khol
- 1992–1996: Bernhard Markus Löhri
- 1996–2006: Günther Burkert-Dottolo
- 2007–2008: Peter Danich
- 2008–2020: Dietmar Halper
- 2020 (interimistisch): Angelika Pongratz
- 2021–2022: Elisabeth Mayerhofer
- 2023–2024: Christian Tesch
- 2024–: Claudia Höbarth

## Vizepräsidenten der Politischen Akademie
- ?–2024: Wolfgang Sobotka[11]
- ?–: Elisabeth Köstinger[11]
- 2022–: Barbara Thaler[11]

## Präsidenten der Politischen Akademie
- 1972–1990: Alfred Maleta
- 1990–1996: Ludwig Steiner
- 1996–2004: Heinrich Neisser
- 2004–2015: Werner Fasslabend
- 2015–2018: Sebastian Kurz
- 2018–2024: Bettina Rausch[12]
- seit 2024: Wolfgang Sobotka[13]